# Idiocera (Idiocera) pulchripennis
Idiocera (Idiocera) pulchripennis is een tweevleugelige uit de familie steltmuggen (Limoniidae). De soort komt voor in het Palearctisch gebied.